# 赵坚 (1960年)
赵坚（1960年—），上海人，教授，主要从事岩石岩体动力强度、离散元模拟以及岩体支护等方向的研究。中华人民共和国教育部第三批“长江学者”特聘教授，发表论文百余篇，获国际工程地质学会 Richard Wolters 科学成就奖等奖项，担任“Tunnelling and Underground Space Technology”“岩石力学与工程学报”等学术杂志主编或编委。
1978年入清华大学工程物理系学习，1983年获利兹大学土木工程系荣誉理学士学位，1987年获伦敦大学帝国理工学院工程岩石力学博士学位。1990至2005年在南洋理工大学任教，2000年为中国矿业大学“长江学者”特聘教授，2005至2015年任洛桑联邦理工学院岩石力学研究所教授和所长。